# دقيقة دافئة تايوانية أحادية الخلية
دقيقة دافئة تايوانية أحادية الخلية (الاسم العلمي: Tepidimonas taiwanensis) هي نوع من البكتيريا، سلبية الغرام، تتبع جنس الدقائق دافئة أحادية الخلية.